# Paraconchoecia hirsuta
Paraconchoecia hirsuta är en kräftdjursart som först beskrevs av G. W. Müller 1906.  Paraconchoecia hirsuta ingår i släktet Paraconchoecia och familjen Halocyprididae. Inga underarter finns listade i Catalogue of Life.